# Muriel's Wedding
Muriel's Wedding is een Australische film uit 1994 die geschreven en geregisseerd werd door P.J. Hogan.
Hogan, die een aantal voorvallen uit zijn eigen leven in het scenario verwerkte, koos de toen nog onbekende Toni Collette (die 18 kilogram aan gewicht bijkwam voor de rol) en Rachel Griffiths in de hoofdrollen. Collette kreeg een Golden Globe Award-nominatie als Beste Actrice.

## Verhaal
Muriel Heslop, een sociaal onaangepast en naïef "lelijk eendje" met een obsessie voor ABBA, wordt uitgelachen door de "meer moderne" en snobistische meisjes, en uit de groep gestoten. Ze is ook een verstokte dagdromer die uitkijkt naar een glamoureus huwelijk, zodat ze haar lastige leven met een veeleisende vader achter zich kan laten. Ze vertrekt naar Sydney om haar droom te verwezenlijken, maar ook daar blijft ze hindernissen tegenkomen.
Hoewel het een komische film is, worden ook ernstige onderwerpen, zoals kanker en zelfmoord ter sprake gebracht. Het hoofdthema "volg je droom" wordt regelmatig doorgeprikt met scènes waarin het hoofdpersonage teleurstelling en verlies van eigenwaarde beleeft.

## Rolverdeling
| Acteur           | Personage                              |
| ---------------- | -------------------------------------- |
| Toni Collette    | Muriel Heslop/Mariel Heslop-Van Arckle |
| Bill Hunter      | Bill Heslop                            |
| Rachel Griffiths | Rhonda Epinstalk                       |
| Daniel Lapaine   | David Van Arckle                       |
| Sophie Lee       | Tania Degano                           |
| Jeanie Drynan    | Betty Heslop                           |
| Gabby Millgate   | Joanie Heslop                          |

## Filmmuziek
De muziek van ABBA vormt een rode draad in de film. De songschrijvers Björn Ulvaeus en Benny Andersson gingen akkoord met het gebruik in de film en lieten zelfs een adaptatie voor orkest toe van het lied Dancing Queen.
Gebruikte nummers in de film:
- Dancing Queen - ABBA
- Mamma mia - ABBA
- Waterloo - ABBA
- Fernando - ABBA
- I Do I Do I Do I Do I Do - ABBA
- Sugar baby love - The Rubettes
- The Tide Is High - Blondie
- I Go To Rio - Peter Allen
- Happy Together - The Turtles
- Bridal Dancing Queen - The Wedding Band
- Muriel's Wedding - The Wedding Band
- Lonely Hearts - The Wedding Band